# 辻直四郎
辻 直四郎（つじ なおしろう、1899年11月18日 - 1979年9月24日）は、日本の古代インド学者、言語学者。東京大学名誉教授、東洋文庫第8代理事長。

## 経歴

### 戦前
1899年、東京府東京市日本橋区（現・東京都中央区）で生まれた。旧姓は福島。府立一中、一高文乙（英文科）に入学。一高時代の同級生には川端康成がいた。東京帝国大学文学部言語学科に入学。在学中は主に藤岡勝二と高楠順次郎に師事し、比較言語学、サンスクリット語学を学んだ。また、哲学・ギリシア語を晩年のラファエル・ケーベルに学んだ。
1924年より1927年まで、梵語研究のため渡欧。イギリス・オックスフォード大学、ドイツ・マールブルク大学においてパーリ語・サンスクリット語、ヴェーダを初めとする古代インド文学・神話学、加えてケルト語とバルト語・印欧比較言語学を学び帰国。
1927年に東京帝国大学印度哲学梵文学科・梵語学梵文学講座の担当講師、同年助教授となった。1932年に同講座は印度哲学科と併合し、1942年以降はその教授に就いた。門下生からは仏教学者の渡辺照宏、インド文学者の田中於菟弥、言語学者・西洋古典学者の高津春繁が育った。

### 戦後
戦後はインド学や印欧比較言語学がアーリアン学説に繋がるものと見なされ、公職追放の対象となる危機に直面したが、敗戦後も引き続き東京大学で教鞭をとることができた。戦後の学生には、古典文献学の原實、インド学者の松山俊太郎らがいる。大相撲を好み、和服で講義した。学界では、1951年に日本印度学仏教学会を創立し、その発展にも大きく寄与した。
1960年の定年退官後は、慶應義塾大学教授に就任した。戦後東洋文庫が財政的支援者を失い、国立国会図書館の支部となっていたが、1961年にユネスコ東アジア文化研究センターが併設されると委員となって海外との学術交流に貢献した。東洋文庫理事を務め、1974年には理事長を没時まで務めた。1953年に日本学士院会員に選ばれ、1978年に文化功労者となった。
1979年に死去。墓所は北鎌倉の東慶寺にある。同寺は門下生である井上禅定が住職を務めていた。

## 受賞・栄典
- 1978年：文化功労者。

## 研究内容・業績
インド古典学研究
日本におけるインド古典学研究を開拓した。海外留学を通じて欧州の研究動向に通じており、戦後の東洋文庫の発展に大きく寄与すると同時に、その業績は海外の学会でも高く評価された。没後に蔵書1万2000点が東洋文庫に収蔵され、全2冊で「東洋文庫所蔵 辻文庫目録」(1982-1985)が発行された。
ノーベル賞受賞者選定への関与
- ノーベル文学賞の推薦者として、詩人の西脇順三郎を（公開されている限りで）1958年以降7回にわたってノミネートしていることが、ノーベル財団のデータベースや公開資料に記録されている[3][4][5]。

## 家族・親族
- 娘：黒田夏子は小説家。

## 著作
- 『ウパニシャッド』日本放送出版協会(ラジオ新書) 1942
  - 改訂版 講談社学術文庫 1990。原實解説
- 『ブラーフマナとシュラウタ・スートラとの関係』(東洋文庫叢書 33) 東洋文庫 1952
- 『ヴェーダとウパニシャッド』創元社 1953
- 『インド文明の曙 ヴェーダとウパニシャッド』岩波新書 青版 1967 - 再版多数
- 『現存ヤジュル・ヴェーダ文献：古代インドの祭式に関する根本資料の文献学的研究』(東洋文庫論叢 52) 東洋文庫 1970
- 『サンスクリット文学史』岩波書店・岩波全書 1973。岩波オンデマンドブックス 2016
- 『サンスクリット文法』岩波全書 1974、新版1993ほか
- 『サンスクリット読本』春秋社 1975
- 『ヴェーダ学論集』岩波書店 1977
- 『古代インドの説話 ブラーフマナ文献より』春秋社 1978

著作集
- 『辻直四郎著作集』全4巻、法藏館 1981-1982
『1 ヴェーダ学 Ⅰ』『2 ヴェーダ学 Ⅱ』
『3 文学』、『4 言語学』

### 共編著
- 『梵語文法』田中於兎彌共著 仏教年鑑社 1933
- 『印度 南方民俗誌叢書 5』偕成社 1943[6]
  - 復刻版 名著普及会 1986
- J.ゴンダ『サンスクリット語初等文法』校閲、鎧淳訳、1974

## 訳書
- 『バガヴァッド・ギーター 古代印度宗教詩』刀江書院 1950
- J.ネルー『インドの発見』上下、飯塚浩二・蝋山芳郎共訳、岩波書店 1953-1956、復刊 1971ほか
- 『ジャータカ物語』渡辺照宏共訳、岩波少年文庫 1956、改版 1987、新装版 2006
- 『カーリダーサ シャクンタラー』刀江書院 1956
- 『インド集 世界文学大系 4』 筑摩書房 1959[7]
- 『ヴェーダ・アヴェスタ　世界古典文学全集 3』岩本裕・服部正明・伊藤義教共訳、筑摩書房 1967
- 『インド アラビア ペルシア集　筑摩世界文学大系 9』筑摩書房 1974[8]
- 『リグ・ヴェーダ讃歌』岩波文庫 1970 - 再版多数
- 『シャクンタラー姫』岩波文庫 1977[9] - 度々再版
- 『アタルヴァ・ヴェーダ讃歌 古代インドの呪法』岩波文庫 1979。新装復刊 1992・1998・2014・2025
- 『バガヴァッド・ギーター　インド古典叢書』講談社 1980